# Лебедев, Анатолий Яковлевич
Анатолий Яковлевич Лебедев (укр. Анатолій Якович Лебедєв; 4 мая 1918, село Урталга, Пермская губерния — 1993) — советский и украинский учёный-экономист. Участник Великой Отечественной войны. С первой половины 1950-х работал на кафедре политической экономии Харьковского юридического института. Имел учёное звание доцента (1974).

## Биография
Анатолий Лебедев родился 4 мая 1918 года в селе Урталга Пермской губернии. Образование получил в средней школе, которую окончил в девятнадцать лет — в 1937 году. В сентябре того же года он сам стал учителем в школе. Работал на этой должности вплоть до ноября 1939 года, когда был призван в Красную армию. Во время службы в армии окончил военно-политическое училище и стал политруком.
Начиная с мая 1942 году участвовал в боях Великой Отечественной войны. В октябре того же года получил назначение на должность комиссара батареи, а ещё спустя несколько месяцев стал комиссаром 248-го отряда одной из бригад 1-го Украинского фронта. Был комиссаром этого отряда до конца 1943 года. На последнем этапе войны получил ранение и контузию, но продолжил службу. В 1947 году был демобилизован, но из-за плохого состояния здоровья год не мог работать. Был награждён следующими орденами — тремя Отечественной войны (одним I степени — 6 апреля 1985 и двумя II степени — 16 ноября 1943 и 20 января 1944) и двумя Красной Звезды (12 мая 1943 и 30 апреля 1945).
В 1948 году он поступил в Харьковский юридический институт, который окончил спустя четыре года. После окончания вуза остался в нём работать на кафедре политической экономии, где занял должность ассистента. В 1954 году прошёл курсы в Киевском государственном университете имени Т. Г. Шевченко, вследствие чего был повышен в должности до старшего преподавателя. Работая на кафедре политической экономии Харьковского юридического института занимался разработкой научного направления «расширенное воспроизводство в сельском хозяйстве». В 1960-х годах на кафедре исследовалась проблема организации и оплаты труда, в рамках этой работы в 1969 году Лебедев издал брошюру «Міжколгоспні об'єднання» (рус. «Межколхозные объединения»).
В середине 1970-х годов шестерым преподавателям кафедры были присвоены учёные звания доцента. Одним из них был Анатолий Лебедев, который получил это звание в апреле 1974 года. Занимал должность доцента на этой же кафедре. Был награждён медалью «За доблестный труд. В ознаменование 100-летия со дня рождения Владимира Ильича Ленина». По состоянию на 1991 год продолжал трудиться на кафедре. Скончался в 1993 году.